# Campbell Logan
Campbell Logan est un réalisateur de télévision britannique, né en Écosse le 24 avril 1910 et mort en novembre 1978 en Espagne. Depuis 1939, il a produit pour la BBC de très nombreuses adaptations de romans.

## Filmographie
D'après Jane Austen
- 1952 : Orgueil et Préjugés, adaptation en 6 épisodes en noir et blanc par Cédric Wallis (en direct les 2, 9, 16, 23 février et 23 et 29 mars). À noter la présence de l'auteur, Jane Austen (Thea Holme) dans chaque épisode
- 1960 : Emma (1960) en 6 épisodes en noir et blanc (en direct le 26 février, les 4, 11, 18 et 25 mars et 1er avril)
- 1960-1961 : Persuasion, en 4 épisodes en noir et blanc (1er épisode le 30 décembre 1960, les 3 autres les 6, 13 et 20 janvier 1961)
- 1967 : Orgueil et Préjugés, en noir et blanc et en direct (Neighbours, le 10 septembre ; Pride, le 17 septembre ; Proposal, le 24 septembre ; Prejudice, le 1eroctobre ; Elopement, le 8 octobre ; Destiny, le 15 octobre)

D'après Charles Dickens
- 1965 : A Tale of Two Cities, en 10 épisodes diffusés du 11 avril au 13 juin
- 1966 : David Copperfield, en 13 épisodes hebdomadaires, du 16 janvier au 10 avril
- 1967 : Great Expectations (1967), en 10 épisodes diffusés du 22 janvier au 26 mars

D'après Charlotte Brontë
- 1952 : Jane Eyre, en 6 épisodes en noir et blanc (en direct le 24 février, les 2, 9, 16, 23 et 29 mars)

D'après Victor Hugo
- 1967 : Les Misérables, en 10 épisodes de 25 min, en noir et blanc (en direct du 25 octobre au 24 décembre)

D'après la Baronne Orczy
- 1969 : The Elusive Pempernel (L'insaisissable Mouron Rouge), 10 épisodes de 25 min en noir et blanc, diffusés  à partir du 20 avril 1969

D'après Walter Scott
- 1970 : Ivanhoe, 10 épisodes de 25 min en couleur, diffusés à partir du 4 janvier